# Abd el Manaf ibn Qusay
 (juillet 2024).
Si vous disposez d'ouvrages ou d'articles de référence ou si vous connaissez des sites web de qualité traitant du thème abordé ici, merci de compléter l'article en donnant les références utiles à sa vérifiabilité et en les liant à la section « Notes et références ».
 (juillet 2024).
Abd el Manaf ibn Qusay (arabe : عبد المناف بن قصي) est un membre important de la tribu des Quraysh à La Mecque et l'arrière-arrière-grand-père du prophète Mahomet.

## Biographie
Abd el Manaf est né à La Mecque dans la famille des Quraysh. Il est le fils de Qusay ibn Kilab, un chef influent qui a uni les différentes branches des Quraysh et établi leur contrôle sur la Kaaba. Le nom de naissance de Abd el Manaf était Al-Mughira, mais il était plus connu sous le nom de Abd el Manaf, ce qui signifie "serviteur de Manaf", Manaf étant une divinité préislamique.

## Rôle et influence
Abd el Manaf hérite de la position prestigieuse de son père continue à jouer un rôle clé dans la gestion des affaires de La Mecque. Sa famille est responsable de la distribution d'eau et de nourriture aux pèlerins, une tâche qui renforce leur respect et leur influence dans la région.

## Descendance
Abd el Manaf a eu plusieurs enfants, parmi lesquels :
- Hashim ibn Abd Manaf : le grand-père paternel du prophète Mahomet. Hashim est célèbre pour avoir établi les routes commerciales entre La Mecque et la Syrie.
- Abd Shams ibn Abd Manaf
- Nawfal ibn Abd Manaf
- Muttalib ibn Abd Manaf

## Héritage
Les descendants de Abd el Manaf continuent à jouer un rôle central dans l'histoire de l'Islam. Son petit-fils, Abdul Muttalib, a été le grand-père du prophète Mahomet  et la lignée des Banu Hashim, une branche des Quraysh, continue à être respectée et influente.